# Ней, Мишель Алоис
Мишель Алоиз Ней, 3-й герцог Эльхингенский (фр. Michel-Aloys Ney, 3e duc d'Elchingen; 3 мая 1835 — 23 февраля 1881) — французский дворянин и дивизионный генерал.

## Происхождение
Родился 3 мая 1835 года в Париже. Единственный сын Мишеля Луи Феликса Нея, 2-го герцога Эльхингенского (1804—1854), и Марии Жозефины Суам (1801—1889), дочери генерала Жозефа Суама.
Ее дедушкой и бабушкой по материнской линии были дивизионный генерал Жозеф Суам и Розали Деспериез. Его дедушкой и бабушкой по отцовской линии были Аглая Огие и Мишель Ней, 1-й принц Москворецкий, 1-й герцог Эльхингенский, который стал пэром Франции в 1814 году. После его казни в 1815 году пэрство было аннулировано, но восстановлено в 1831 году. Пункты в патентах на создание титулов привели к тому, что титул принца Москворецкого перешел к старшему сыну Нея (дяде Мишеля), Наполеону Жозефу Нею, а титул герцога Эльхингенский перешел к его второму сыну (отцу Мишеля), Мишелю.

## Карьера
В августе 1852 года Мишель Ней добровольно вступил в полк своего дяди Наполеона Жозефа Нея, через несколько месяцев после смерти своего кузена того же возраста. Он служил на Востоке, во время Крымской войны в 1854 году, затем в Алжире с 1855 по 1860 год, в Италии в 1859 году, снова в Алжире, затем в Сирии с 1859 по 1862 год. В 1861 году он был офицером егерей Императорской гвардии. Он участвовал во Второй французской интервенции в Мексику с 1862 по 1866 год и, наконец, во время Франко-прусской войны 1870 года.

## Герцогство Эльхинген
После смерти отца в 1854 году герцогство перешло к Мишелю. После смерти его дяди Наполеона Жозефа Нея в 1857 году, который умер, не оставив законного мужского потомства, княжеский титул перешел к другому дяде, Эдгару Наполеону Анри Нею, который стал 3-м принцем Москворецким. Когда он умер, не оставив потомства в 1882 году, титул вернулся к ветви семьи Мишеля. Поскольку Мишель умер в 1881 году, его младший сын Шарль стал 4-м герцогом Эльхингенским, а его старший сын, Леон Наполеон Луи Мишель Ней, стал 4-м принцем Москворецким. После его смерти в 1928 году титулы снова были объединены и принадлежали его второму сыну, Шарлю.

## Личная жизнь

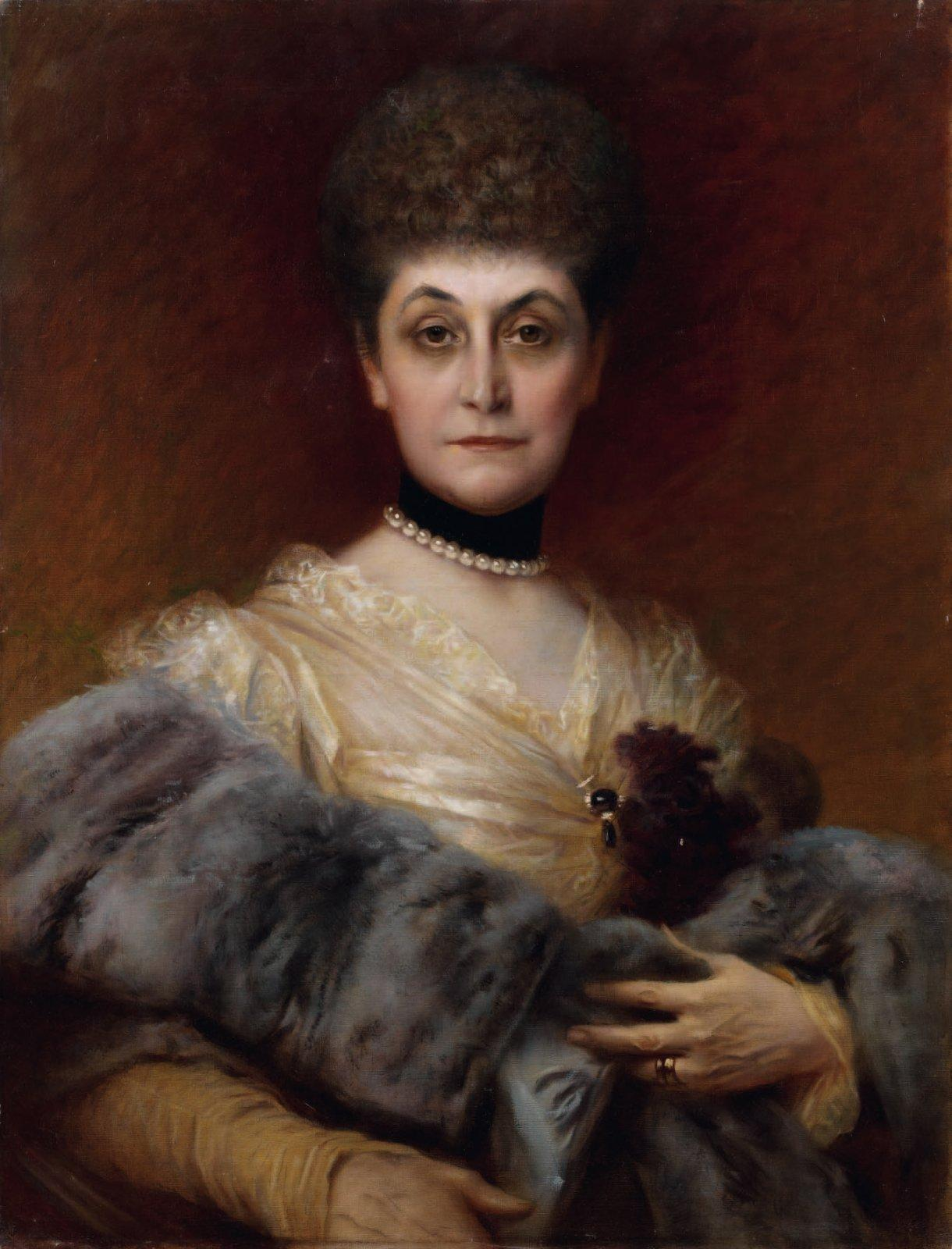
Паула Маргерит Лор Жюльетт Фуртадо-Гейне (1847—1903), жена Мишеля-Алоиса Нея

9 августа 1866 года в Рокенкуре (Ивелин) Мишель Ней женился на Пауле Маргерит Лор Жюльетт Фуртадо-Гейне (28 октября 1847 — 19 сентября 1903). Она была приемной дочерью богатого франкфуртского банкира Шарля Гейне и наследницы Сесиль Фуртадо-Гейне, владевшей замком Рокенкур. У супругов было семеро детей, два сына и пять дочерей:
- Мария Сесиль Ней (28 августа 1867 — 11 февраля 1960), в 1884 году она вышла замуж за Иоахима Наполеона Мюрата, 5-го принца Мюрата (1856—1932), сына Иоахима, 4-го принца Мюрата, и Малси Луизы Кэролайн Бертье де Ваграм[5].
- Маргарита Луиза Ней (27 сентября 1868 — 21 июня 1880), умерла в детстве[4]
- Леон Наполеон Луи Мишель Ней (11 января 1870 — 21 октября 1928), в 1898 году он женился на принцессе Евгении Летиции Бонапарт (1872—1949), дочери Наполеона Шарля Бонапарта, 5-го принца Канино, с которой он развелся в 1903 году[6].
- Роза Бланш Матильда Ней (2 октября 1871 — 18 марта 1939), в 1905 году она вышла замуж за Оттавио Ланца-Бранчифорте, 13-го принца Трабии (1863—1938)[7].
- Шарль Алоис Жан Габриэль Ней (3 декабря 1873 — 22 октября 1933), в 1902 году он женился первым браком на Жермен Руссель, сестре драматурга Раймона Русселя. После ее смерти в мае 1930 года он женился на Дениз Бьенвеню (1885—1973)[4].
- Виолетта Жаклин Шарлотта Ней (9 сентября 1878 — 19 июля 1936), в 1899 году она вышла замуж за принца Эжена Мюрата (1875—1906), старшего сына принца Луи Наполеона Мюрата[8].
- Клотильда Ней (1880—1881), умерла в младенчестве[4].

46-летний герцог был найден мертвым в своем арендованном доме в Фонтене-о-Роз 23 февраля 1881 года. После его смерти его вдова вышла замуж за Виктора Массена, 5-го принца д’Эсслинга, 5-го герцога де Риволи (1836—1910), сына Франсуа Виктора Массена, 3-го герцога Риволи, и Анны д’Эсслинг, старшей фрейлины французской императрицы Евгении. Она умерла 19 сентября 1903 года в Белладжио, Италия.

## Награды
- Командор Ордена Почётного легиона
- Медаль Итальянской кампании 1859 (Франция)
- Памятная медаль Мексиканской экспедиции
- Гранд-офицер Ордена Славы